# Edwin O. Fischer
Edwin O. Fischer (* 1. April 1957 in Leoben, Österreich; † 15. Juni 2025) war ein österreichischer Betriebswirtschaftler und von 2002 bis 2025 ordentlicher Universitätsprofessor für Betriebswirtschaftslehre am Institut für Finanzwirtschaft an der Karl-Franzens-Universität Graz.

## Veröffentlichungen
- mit Adolf Stepan: Betriebswirtschaftliche Optimierung – Einführung in die quantitative Betriebswirtschaftslehre. 1. Auflage. Oldenbourg-Verlag, München / Wien, 1988, ISBN 3-486-20456-4.
- Dynamische Kapitalstrukturoptimierung unter Unsicherheit: Theorie und Empirie. VWGÖ, Wien 1988, ISBN 3-85369-698-8.
- Finanzwirtschaft für Anfänger. 1. Auflage. Oldenbourg-Verlag, München / Wien 1996, ISBN 3-486-23714-4.